# Fimbristylis diglumoides
Fimbristylis diglumoides är en halvgräsart som beskrevs av Ethirajalu Govindarajalu och S.K.Varma. Fimbristylis diglumoides ingår i släktet Fimbristylis och familjen halvgräs. Inga underarter finns listade i Catalogue of Life.